# Niespodziany Ogródek

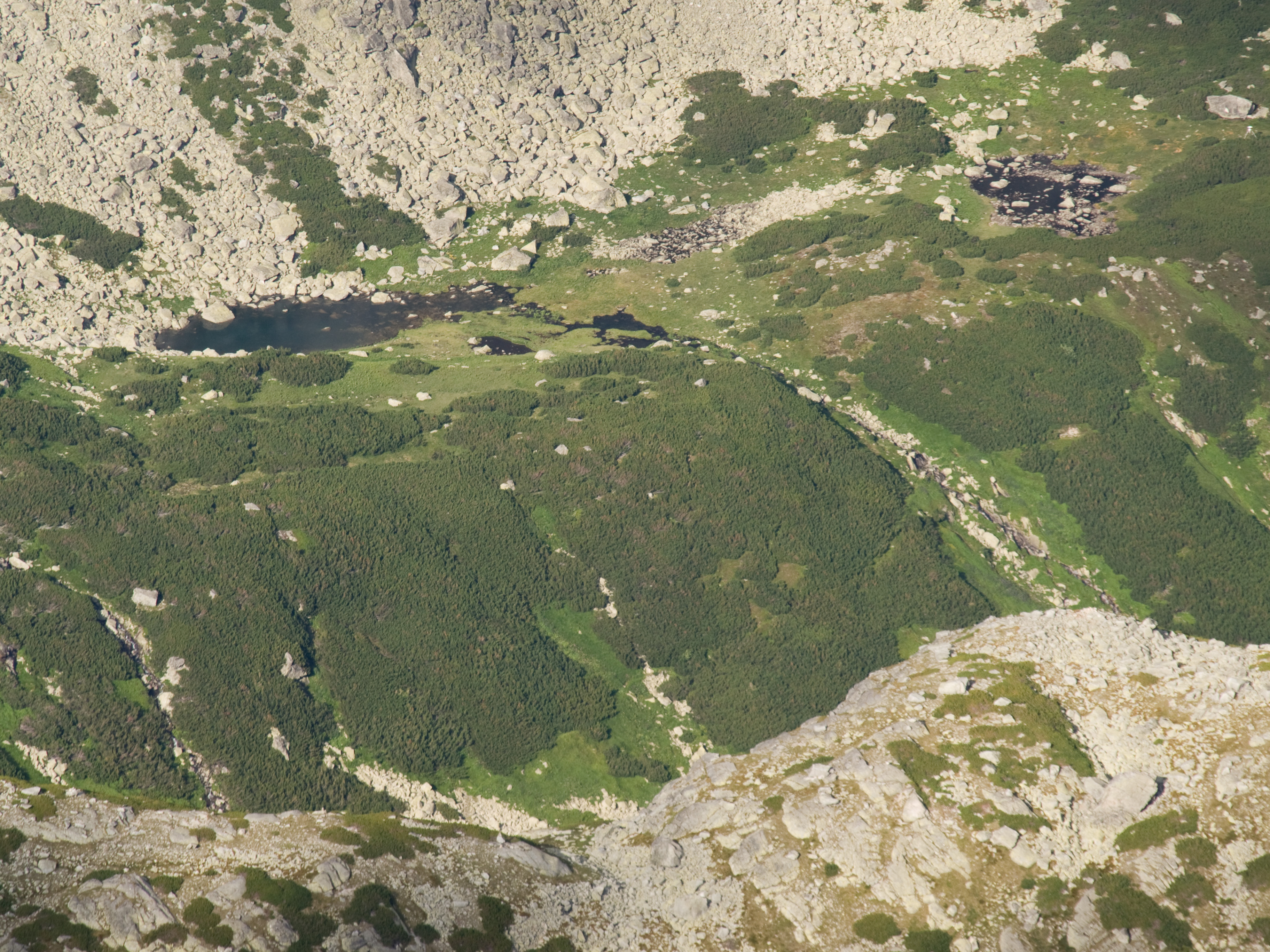
Niespodziane Stawki i Niespodziane Oka w Niespodzianym Ogródku

Niespodziany Ogródek (słow. Strelecká plošina) – taras położony na wysokości ok. 1800 m n.p.m. w Dolinie Staroleśnej w słowackiej części Tatr Wysokich. Niespodziany Ogródek leży u podnóża południowej ściany Strzeleckiej Turni, na jego dnie znajdują się dwie grupy stawków – Niespodziane Stawki i Niespodziane Oka, które należą do większej grupy 27 Staroleśnych Stawów. Przez Niespodziany Ogródek nie przebiegają żadne znakowane szlaki turystyczne.
Niespodziany Ogródek sąsiaduje:
- od północy z Siwą Kotliną – oddzielony skalnym progiem zwanym Niżnimi Siwymi Spadami,
- od północnego wschodu ze Strzelecką Kotliną – oddzielony masywem Strzeleckiej Turni,
- od południa z główną osią Zbójnickiego Koryciska.